# Vương Kiến Quân
Vương Kiến Quân (tiếng Trung: 王建军; bính âm: Wáng Jiànjūn; sinh tháng 6 năm 1958) là chính khách nước Cộng hòa Nhân dân Trung Hoa. Ông là Ủy viên Ủy ban Trung ương Đảng Cộng sản Trung Quốc khóa XIX, nguyên Bí thư Tỉnh ủy tỉnh Thanh Hải.
Vương Kiến Quân dành toàn bộ sự nghiệp chính trị ở Thanh Hải, một tỉnh thuộc Tây Bắc Trung Quốc. Tháng 1 năm 2007, ông nhậm chức Bí thư Thành ủy Tây Ninh, tỉnh lỵ của tỉnh Thanh Hải. Tháng 9 năm 2010, ông được bổ nhiệm làm Phó Bí thư Tỉnh ủy Thanh Hải. Tháng 5 năm 2014, sau khi Ủy ban Trung ương Đảng Cộng sản Trung Quốc quyết định cách chức ông Mao Tiểu Binh, Bí thư Thành ủy Tây Ninh vì cáo buộc vi phạm kỷ luật và pháp luật nghiêm trọng, Vương Kiến Quân một lần nữa kiêm nhiệm chức Bí thư Thành ủy Tây Ninh trong một khoảng thời gian ngắn. Tháng 1 năm 2017, ông được bầu làm Tỉnh trưởng Chính phủ Nhân dân tỉnh Thanh Hải. Tháng 3 năm 2018, ông được bổ nhiệm làm Bí thư Tỉnh ủy tỉnh Thanh Hải.

## Tiểu sử

### Thân thế
Vương Kiến Quân là người Hán sinh tháng 6 năm 1958, người huyện Vân, tỉnh Hồ Bắc (nay là khu Vân Dương, thành phố Thập Yển, tỉnh Hồ Bắc).

### Giáo dục
Tháng 7 năm 1979 đến tháng 9 năm 1981, Vương Kiến Quân theo học chuyên ngành tiếng Trung Quốc khoa tiếng Trung Quốc tại Trường Sư phạm chuyên nghiệp Thanh Hải nay là Đại học Sư phạm Thanh Hải.
Tháng 7 năm 1999 đến tháng 6 năm 2001, ông theo học lớp chương trình học nghiên cứu sinh chuyên ngành kinh tế chính trị, Viện Nghiên cứu sinh thuộc Viện Khoa học xã hội Trung Quốc.
Tháng 9 năm 2005 đến tháng 7 năm 2008, ông theo học chuyên ngành chính trị học lớp nghiên cứu sinh tại chức cán bộ cấp tỉnh bộ ở Trường Đảng Trung ương Đảng Cộng sản Trung Quốc.

### Sự nghiệp
Tháng 1 năm 1978, Vương Kiến Quân tham gia công tác là thanh niên trí thức của công xã Hán Đông, huyện Hoàng Trung, tỉnh Thanh Hải.
Tháng 9 năm 1981, sau khi tốt nghiệp, Vương Kiến Quân về làm giáo viên trung học số 10 thành phố Tây Ninh, tỉnh Thanh Hải.
Tháng 10 năm 1982, ông về công tác ở Văn phòng Thành ủy Tây Ninh giữ chức thư ký phòng nghiên cứu chính sách. Tháng 3 năm 1984, Vương Kiến Quân gia nhập Đảng Cộng sản Trung Quốc.
Tháng 3 năm 1985, ông chuyển sang công tác tại Ban Tổ chức Tỉnh ủy Thanh Hải nhậm chức thư ký Văn phòng Ban Tổ chức Tỉnh ủy Thanh Hải.
Tháng 5 năm 1990, ông được bổ nhiệm giữ chức Phó Chủ nhiệm Văn phòng Ban Tổ chức Tỉnh ủy Thanh Hải kiêm Phó Trưởng phòng Cán bộ 2. Tháng 7 năm 1992, ông được bổ nhiệm làm Trưởng phòng Cán bộ 2, Ban Tổ chức Tỉnh ủy Thanh Hải. Tháng 3 năm 1995, ông được bổ nhiệm giữ chức Chủ nhiệm Văn phòng Ban Tổ chức Tỉnh ủy Thanh Hải. Tháng 5 năm 1995, ông nhậm chức Phó Trưởng Ban Tổ chức Tỉnh ủy Thanh Hải.
Tháng 4 năm 2000, Vương Kiến Quân được bổ nhiệm làm Giám đốc Sở Nhân sự tỉnh Thanh Hải kiêm Phó Trưởng Ban Tổ chức Tỉnh ủy Thanh Hải. Tháng 12 năm 2000, ông kiêm nhiệm chức vụ Chủ nhiệm Văn phòng Ủy ban Biên chế Cơ cấu tỉnh Thanh Hải.
Tháng 3 năm 2004, ông được luân chuyển làm Phó Tổng Thư ký Tỉnh ủy Thanh Hải kiêm Chủ nhiệm Văn phòng Tỉnh ủy Thanh Hải. Tháng 12 năm 2004, ông nhậm chức Tổng Thư ký Tỉnh ủy Thanh Hải kiêm Chủ nhiệm Văn phòng Tỉnh ủy Thanh Hải. Tháng 8 năm 2005, ông được bầu kiêm nhiệm chức vụ Ủy viên Ban Thường vụ Tỉnh ủy Thanh Hải.
Tháng 1 năm 2007, Vương Kiến Quân được luân chuyển làm Ủy viên Ban Thường vụ Tỉnh ủy Thanh Hải kiêm Bí thư Thành ủy Tây Ninh.
Tháng 9 năm 2010, ông được bổ nhiệm giữ chức Phó Bí thư Tỉnh ủy Thanh Hải, Hiệu trưởng Trường Đảng Tỉnh ủy Thanh Hải kiêm Bí thư Thành ủy Tây Ninh.
Tháng 12 năm 2011, ông được bổ nhiệm làm Bí thư Ủy ban Chính trị Pháp luật Tỉnh ủy Thanh Hải kiêm Phó Bí thư Tỉnh ủy Thanh Hải, Hiệu trưởng Trường Đảng Tỉnh ủy Thanh Hải. Ngày 14 tháng 11 năm 2012, tại Đại hội Đảng Cộng sản Trung Quốc lần thứ 18, ông được bầu làm Ủy viên dự khuyết Ủy ban Trung ương Đảng Cộng sản Trung Quốc khóa XVIII. Tháng 2 năm 2013, ông thôi kiêm nhiệm chức vụ Bí thư Ủy ban Chính trị Pháp luật Tỉnh ủy Thanh Hải.
Ngày 28 tháng 4 năm 2014, truyền thông Trung Quốc đưa tin, Trung ương Đảng Cộng sản Trung Quốc (CCP) quyết định cách chức ông Mao Tiểu Binh, Ủy viên Ban Thường vụ Tỉnh ủy Thanh Hải, Bí thư Thành ủy Tây Ninh, vì cáo buộc vi phạm kỷ luật và pháp luật nghiêm trọng. Trước đó, ngày 24 tháng 4 năm 2014, Ủy ban Kiểm tra Kỷ luật Trung ương Đảng Cộng sản Trung Quốc đã ra thông báo điều tra ông Mao Tiểu Binh.
Ngày 14 tháng 5 năm 2014, Ủy ban Thường vụ Tỉnh ủy Thanh Hải nghiên cứu quyết định bổ nhiệm Vương Kiến Quân làm Bí thư Thành ủy Tây Ninh kiêm Phó Bí thư Tỉnh ủy, Hiệu trưởng Trường Đảng Tỉnh ủy Thanh Hải. Vương Kiến Quân kiêm nhiệm chức Bí thư Thành ủy Tây Ninh cho cho đến tháng 5 năm 2015, thay thế ông ở vị trí này là Phó Tỉnh trưởng Chính phủ nhân dân tỉnh Thanh Hải Vương Hiểu.
Ngày 20 tháng 12 năm 2016, Vương Kiến Quân được bổ nhiệm làm Phó Tỉnh trưởng Chính phủ nhân dân tỉnh Thanh Hải, quyền Tỉnh trưởng Chính phủ Nhân dân tỉnh Thanh Hải kiêm Phó Bí thư Tỉnh ủy, Hiệu trưởng Trường Đảng Tỉnh ủy Thanh Hải. Ngày 20 tháng 1 năm 2017, ông chính thức được bầu giữ chức vụ Tỉnh trưởng Chính phủ nhân dân tỉnh Thanh Hải. Tháng 5 năm 2017, ông thôi kiêm nhiệm chức vụ Hiệu trưởng Trường Đảng Tỉnh ủy Thanh Hải.
Ngày 11 tháng 10 đến ngày 14 tháng 10 năm 2017, Hội nghị Trung ương lần thứ 7 khóa 18 Đảng Cộng sản Trung Quốc đã đưa ra những quyết định quan trọng về nhân sự, bầu bổ sung 11 Ủy viên dự khuyết Trung ương vào Ủy ban Trung ương trong đó có Vương Kiến Quân, Tỉnh trưởng Chính phủ nhân dân tỉnh Thanh Hải.
Ngày 24 tháng 10 năm 2017, tại phiên bế mạc của Đại hội Đảng Cộng sản Trung Quốc lần thứ XIX, ông được bầu làm Ủy viên Ủy ban Trung ương Đảng Cộng sản Trung Quốc khóa XIX. Ngày 21 tháng 3 năm 2018, Ủy ban Trung ương Đảng Cộng sản Trung Quốc quyết định bổ nhiệm Vương Kiến Quân làm Bí thư Tỉnh ủy Thanh Hải. Ngày 29 tháng 3 năm 2022, ông miễn nhiệm chức vụ Bí thư Tỉnh ủy, nghỉ hưu.